# Środa Wielkopolska (công xã)
Gmina Sroda Wielkopolska là một Gmina đô thị-nông thôn (công xã) ở Środa Wielkopolska, Greater Ba Lan Voivodeship, ở phía tây trung tâm Ba Lan. Khu vực hành chính của nó là thị trấn Środa Wielkopolska, nằm khoảng 32 kilômét (20 mi) về phía đông nam của thủ đô Poznań.
Gmina có diện tích 207,1 kilômét vuông (80,0 dặm vuông Anh), và tính đến năm 2006, tổng dân số của nó là 30.023 (trong đó dân số Środa Wielkopolska lên tới 21.635, và dân số của vùng nông thôn của Gmina là 8.388).

## Làng
Ngoài thị trấn Sroda Wielkopolska, Gmina Sroda Wielkopolska chứa các làng và các khu định cư của Annopole, Babin, Bieganowo, Brodowo, Brzeziak, Brzezie, Brzeziny, Chocicza, Chudzice, Chwałkowo, Czarne Piątkowo, Czartki, Dębicz, Dębiczek, Gajówka, Grojec, Henrykowo, Janowo, Januszewo, Jarosławiec, Kijewo, Koszuty, Koszuty-Huby, Lorenka, Mączniki, Marcelino, Marianowo Brodowskie, Nadziejewo, Nietrzanowo, Ołaczewo, Olszewo, Pętkowo, Pierzchnica, Pierzchno, Pławce, Podgaj, Połażejewo, Ramutki, Romanowo, Rumiejki, Ruszkowo, Słupia Wielka, Staniszewo, Starkowiec Piątkowski, Strzeszki, Szlachcin, Szlachcin-Huby, Tadeuszowo, Topola, Trzebisławki, Turek, Ulejno, Urniszewo, Winna Góra, Włostowo, Żabikowo, Zdziechowice, Zielniczki, Zielniki và Zmysłowo.

## Gmina lân cận
Gmina roda Wielkopolska giáp với các Gmina của Dominowo, Kleszczewo, Kórnik, Kostrzyn, Krhotosy, Miłosław và Zaniemyśl.